# Temporada 1977 de Fórmula 1
La temporada 1977 de Fórmula 1 fue la 28.º del Campeonato Mundial de Fórmula 1, en la cual Niki Lauda obtuvo su segundo título de campeonato de pilotos y la Scuderia Ferrari su quinto título de constructores. Fueron 17 carreras puntuables desde enero hasta octubre.

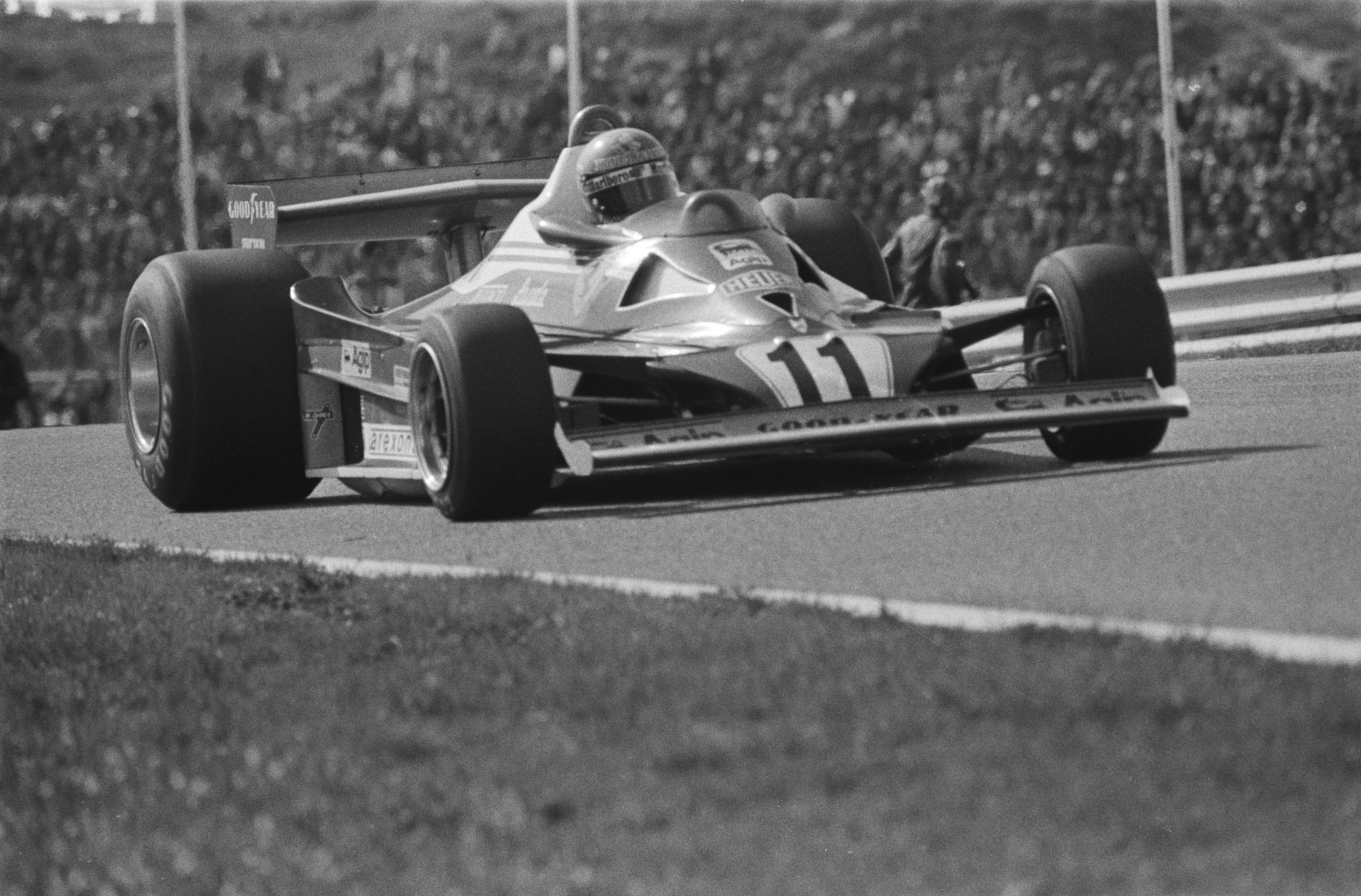
El Ferrari 312T2, conducido por Lauda, Reutemann y Villeneuve, llevó a Ferrari a su quinto campeonato de constructores.

## Escuderías y pilotos
La siguiente tabla muestra los pilotos confirmados oficialmente por sus escuderías para el Mundial 1977 de Fórmula 1. 
Nuevamente se mantuvo el sistema de numeración adoptado en la temporada 1974, tomando como parámetros el par numérico "1-2" para el piloto campeón y su escudero, y los resultados del Campeonato de constructores 1973 para designar la numeración de los demás equipos. Dado que el campeón 1976 James Hunt, pintó el "1" en el morro de su McLaren M23, el equipo Marlboro McLaren F1 Team intercambió sus dorsales con la Scuderia Ferrari, la cual retomó el uso del par numérico "11-12".
Dentro de esta temporada, hubo cambios numéricos de consideración que involucró la salida e ingreso de otras escuderías. Por ejemplo, British Racing Motors (BRM) había iniciado el campeonato con una sola unidad, pintando el número "14", sin embargo y tras la segunda fecha, el equipo abandonó el campeonato y su numeración fue asumida por el equipo Interscope Racing del estadounidense Ted Field. BRM reingresó más tarde ocupando sucesivamente los números "29", "35" y "40". Por otra parte, se destacaron los ingresos de las escuderías Équipe Renault Elf (con una única unidad, identificada con el número 15) y Williams Grand Prix Engineering (también con una única unidad, identificada con el número 27).
| Equipo                                             | Chasis     | Chasis      | Motor                             | Neu. | N.º | Piloto                | Rondas                  |
| -------------------------------------------------- | ---------- | ----------- | --------------------------------- | ---- | --- | --------------------- | ----------------------- |
| Marlboro Team McLaren                              | McLaren    | M23 M26     | Ford Cosworth DFV 3.0 V8          | G    | 1   | James Hunt            | Todas                   |
| Marlboro Team McLaren                              | McLaren    | M23 M26     | Ford Cosworth DFV 3.0 V8          | G    | 2   | Jochen Mass           | Todas                   |
| Marlboro Team McLaren                              | McLaren    | M23 M26     | Ford Cosworth DFV 3.0 V8          | G    | 14  | Bruno Giacomelli      | 14                      |
| Marlboro Team McLaren                              | McLaren    | M23 M26     | Ford Cosworth DFV 3.0 V8          | G    | 40  | Gilles Villeneuve     | 10                      |
| Elf Team Tyrrell                                   | Tyrrell    | P34         | Ford Cosworth DFV 3.0 V8          | G    | 3   | Ronnie Peterson       | Todas                   |
| Elf Team Tyrrell                                   | Tyrrell    | P34         | Ford Cosworth DFV 3.0 V8          | G    | 4   | Patrick Depailler     | Todas                   |
| John Player Team Lotus                             | Lotus      | 78          | Ford Cosworth DFV 3.0 V8          | G    | 5   | Mario Andretti        | Todas                   |
| John Player Team Lotus                             | Lotus      | 78          | Ford Cosworth DFV 3.0 V8          | G    | 6   | Gunnar Nilsson        | Todas                   |
| Martini Racing                                     | Brabham    | BT45 BT45B  | Alfa Romeo 115-12 3.0 F12         | G    | 7   | John Watson           | Todas                   |
| Martini Racing                                     | Brabham    | BT45 BT45B  | Alfa Romeo 115-12 3.0 F12         | G    | 8   | Carlos Pace           | 1–3                     |
| Martini Racing                                     | Brabham    | BT45 BT45B  | Alfa Romeo 115-12 3.0 F12         | G    | 8   | Hans-Joachim Stuck    | 4–17                    |
| Martini Racing                                     | Brabham    | BT45 BT45B  | Alfa Romeo 115-12 3.0 F12         | G    | 21  | Giorgio Francia       | 14                      |
| Hollywood March Racing Team Rothmans International | March      | 761B 771    | Ford Cosworth DFV 3.0 V8          | G    | 9   | Alex Ribeiro          | Todas                   |
| Hollywood March Racing Team Rothmans International | March      | 761B 771    | Ford Cosworth DFV 3.0 V8          | G    | 10  | Ian Scheckter         | 1–2, 5–16               |
| Hollywood March Racing Team Rothmans International | March      | 761B 771    | Ford Cosworth DFV 3.0 V8          | G    | 10  | Hans-Joachim Stuck    | 3                       |
| Hollywood March Racing Team Rothmans International | March      | 761B 771    | Ford Cosworth DFV 3.0 V8          | G    | 10  | Brian Henton          | 4                       |
| Scuderia Ferrari                                   | Ferrari    | 312T2       | Ferrari 015 3.0 F12               | G    | 11  | Niki Lauda            | 1–15                    |
| Scuderia Ferrari                                   | Ferrari    | 312T2       | Ferrari 015 3.0 F12               | G    | 11  | Gilles Villeneuve     | 17                      |
| Scuderia Ferrari                                   | Ferrari    | 312T2       | Ferrari 015 3.0 F12               | G    | 12  | Carlos Reutemann      | Todas                   |
| Scuderia Ferrari                                   | Ferrari    | 312T2       | Ferrari 015 3.0 F12               | G    | 21  | Gilles Villeneuve     | 16                      |
| Rotary Watches Stanley BRM Stanley BRM             | BRM        | P207 P201B  | BRM P202 3.0 V12 BRM P200 3.0 V12 | G    | 14  | Larry Perkins         | 2–3                     |
| Rotary Watches Stanley BRM Stanley BRM             | BRM        | P207 P201B  | BRM P202 3.0 V12 BRM P200 3.0 V12 | G    | 29  | Teddy Pilette         | 13–14                   |
| Rotary Watches Stanley BRM Stanley BRM             | BRM        | P207 P201B  | BRM P202 3.0 V12 BRM P200 3.0 V12 | G    | 35  | Conny Andersson       | 5, 7–9                  |
| Rotary Watches Stanley BRM Stanley BRM             | BRM        | P207 P201B  | BRM P202 3.0 V12 BRM P200 3.0 V12 | G    | 35  | Guy Edwards           | 10                      |
| Rotary Watches Stanley BRM Stanley BRM             | BRM        | P207 P201B  | BRM P202 3.0 V12 BRM P200 3.0 V12 | G    | 40  | Teddy Pilette         | 11                      |
| Interscope Racing                                  | Penske     | PC4         | Ford Cosworth DFV 3.0 V8          | G    | 14  | Danny Ongais          | 15–16                   |
| Équipe Renault Elf                                 | Renault    | RS01        | Renault EF1 1.5 V6t               | M    | 15  | Jean-Pierre Jabouille | 10, 13–16               |
| Shadow Racing Team                                 | Shadow     | DN5B DN8    | Ford Cosworth DFV 3.0 V8          | G    | 16  | Tom Pryce             | 1–3                     |
| Shadow Racing Team                                 | Shadow     | DN5B DN8    | Ford Cosworth DFV 3.0 V8          | G    | 16  | Renzo Zorzi           | 4–5                     |
| Shadow Racing Team                                 | Shadow     | DN5B DN8    | Ford Cosworth DFV 3.0 V8          | G    | 16  | Riccardo Patrese      | 6–7, 9–11, 13–14, 16–17 |
| Shadow Racing Team                                 | Shadow     | DN5B DN8    | Ford Cosworth DFV 3.0 V8          | G    | 16  | Jackie Oliver         | 8                       |
| Shadow Racing Team                                 | Shadow     | DN5B DN8    | Ford Cosworth DFV 3.0 V8          | G    | 16  | Arturo Merzario       | 12                      |
| Shadow Racing Team                                 | Shadow     | DN5B DN8    | Ford Cosworth DFV 3.0 V8          | G    | 16  | Jean-Pierre Jarier    | 15                      |
| Shadow Racing Team                                 | Shadow     | DN5B DN8    | Ford Cosworth DFV 3.0 V8          | G    | 17  | Renzo Zorzi           | 1–3                     |
| Shadow Racing Team                                 | Shadow     | DN5B DN8    | Ford Cosworth DFV 3.0 V8          | G    | 17  | Alan Jones            | 4–17                    |
| Durex Team Surtees Beta Team Surtees Team Surtees  | Surtees    | TS19        | Ford Cosworth DFV 3.0 V8          | G    | 18  | Hans Binder           | 1–6, 15–17              |
| Durex Team Surtees Beta Team Surtees Team Surtees  | Surtees    | TS19        | Ford Cosworth DFV 3.0 V8          | G    | 18  | Larry Perkins         | 7–9                     |
| Durex Team Surtees Beta Team Surtees Team Surtees  | Surtees    | TS19        | Ford Cosworth DFV 3.0 V8          | G    | 18  | Patrick Tambay        | 9                       |
| Durex Team Surtees Beta Team Surtees Team Surtees  | Surtees    | TS19        | Ford Cosworth DFV 3.0 V8          | G    | 18  | Vern Schuppan         | 10–13                   |
| Durex Team Surtees Beta Team Surtees Team Surtees  | Surtees    | TS19        | Ford Cosworth DFV 3.0 V8          | G    | 18  | Lamberto Leoni        | 14                      |
| Durex Team Surtees Beta Team Surtees Team Surtees  | Surtees    | TS19        | Ford Cosworth DFV 3.0 V8          | G    | 19  | Vittorio Brambilla    | Todas                   |
| Walter Wolf Racing                                 | Wolf       | WR1 WR2 WR3 | Ford Cosworth DFV 3.0 V8          | G    | 20  | Jody Scheckter        | Todas                   |
| Team Tissot Ensign with Castrol                    | Ensign     | N177        | Ford Cosworth DFV 3.0 V8          | G    | 22  | Clay Regazzoni        | Todas                   |
| Team Tissot Ensign with Castrol                    | Ensign     | N177        | Ford Cosworth DFV 3.0 V8          | G    | 22  | Jacky Ickx            | 6                       |
| Theodore Racing Hong Kong                          | Ensign     | N177        | Ford Cosworth DFV 3.0 V8          | G    | 23  | Patrick Tambay        | 10–17                   |
| Penthouse Rizla Racing Hesketh Racing              | Hesketh    | 308E        | Ford Cosworth DFV 3.0 V8          | G    | 24  | Rupert Keegan         | 5–16                    |
| Penthouse Rizla Racing Hesketh Racing              | Hesketh    | 308E        | Ford Cosworth DFV 3.0 V8          | G    | 25  | Harald Ertl           | 5–9                     |
| Penthouse Rizla Racing Hesketh Racing              | Hesketh    | 308E        | Ford Cosworth DFV 3.0 V8          | G    | 25  | Héctor Rebaque        | 11–13                   |
| Penthouse Rizla Racing Hesketh Racing              | Hesketh    | 308E        | Ford Cosworth DFV 3.0 V8          | G    | 25  | Ian Ashley            | 14–16                   |
| Penthouse Rizla Racing Hesketh Racing              | Hesketh    | 308E        | Ford Cosworth DFV 3.0 V8          | G    | 39  | Héctor Rebaque        | 7–9                     |
| Penthouse Rizla Racing Hesketh Racing              | Hesketh    | 308E        | Ford Cosworth DFV 3.0 V8          | G    | 39  | Ian Ashley            | 12–13                   |
| Ligier Gitanes                                     | Ligier     | JS7         | Matra MS76 3.0 V12                | G    | 26  | Jacques Laffite       | Todas                   |
| Ligier Gitanes                                     | Ligier     | JS7         | Matra MS76 3.0 V12                | G    | 27  | Jean-Pierre Jarier    | 17                      |
| Williams Grand Prix Engineering                    | March      | 761         | Ford Cosworth DFV 3.0 V8          | G    | 27  | Patrick Nève          | 5, 7–16                 |
| Copersucar-Fittipaldi                              | Fittipaldi | FD04 F5     | Ford Cosworth DFV 3.0 V8          | G    | 28  | Emerson Fittipaldi    | 1–16                    |
| Copersucar-Fittipaldi                              | Fittipaldi | FD04 F5     | Ford Cosworth DFV 3.0 V8          | G    | 29  | Ingo Hoffmann         | 1–2                     |
| Chesterfield Racing                                | March      | 761         | Ford Cosworth DFV 3.0 V8          | G    | 30  | Brett Lunger          | 3–5                     |
| Chesterfield Racing                                | McLaren    | M23         | Ford Cosworth DFV 3.0 V8          | G    | 30  | Brett Lunger          | 7–16                    |
| LEC Refrigeration Racing                           | LEC        | CRP1        | Ford Cosworth DFV 3.0 V8          | G    | 31  | David Purley          | 5, 7–10                 |
| RAM Racing/F&S Properties RAM Racing               | March      | 761         | Ford Cosworth DFV 3.0 V8          | G    | 32  | Mikko Kozarowitsky    | 8, 10                   |
| RAM Racing/F&S Properties RAM Racing               | March      | 761         | Ford Cosworth DFV 3.0 V8          | G    | 32  | Michael Bleekemolen   | 13                      |
| RAM Racing/F&S Properties RAM Racing               | March      | 761         | Ford Cosworth DFV 3.0 V8          | G    | 33  | Boy Hayje             | 3, 5–8, 13              |
| RAM Racing/F&S Properties RAM Racing               | March      | 761         | Ford Cosworth DFV 3.0 V8          | G    | 33  | Andy Sutcliffe        | 10                      |
| ATS Racing Team                                    | Penske     | PC4         | Ford Cosworth DFV 3.0 V8          | G    | 33  | Hans Binder           | 12, 14                  |
| ATS Racing Team                                    | Penske     | PC4         | Ford Cosworth DFV 3.0 V8          | G    | 34  | Jean-Pierre Jarier    | 4–14                    |
| ATS Racing Team                                    | Penske     | PC4         | Ford Cosworth DFV 3.0 V8          | G    | 35  | Hans Binder           | 13                      |
| ATS Racing Team                                    | Penske     | PC4         | Ford Cosworth DFV 3.0 V8          | G    | 35  | Hans Heyer            | 11                      |
| Iberia Airlines F1                                 | McLaren    | M23         | Ford Cosworth DFV 3.0 V8          | G    | 36  | Emilio de Villota     | 5, 7–8, 10–12, 14       |
| Team Merzario                                      | March      | 761B        | Ford Cosworth DFV 3.0 V8          | G    | 37  | Arturo Merzario       | 5–7, 9–11, 13           |
| British Formula One Team                           | March      | 761 761B    | Ford Cosworth DFV 3.0 V8          | G    | 38  | Bernard de Dryver     | 7                       |
| British Formula One Team                           | March      | 761 761B    | Ford Cosworth DFV 3.0 V8          | G    | 38  | Brian Henton          | 5, 10, 12               |
| HB Bewaking Alarmsystemen                          | Boro       | 001         | Ford Cosworth DFV 3.0 V8          | G    | 38  | Brian Henton          | 13–14                   |
| Jolly Club of Switzerland                          | Apollon    | Fly         | Ford Cosworth DFV 3.0 V8          | G    | 41  | Loris Kessel          | 14                      |
| Melchester Racing                                  | Surtees    | TS19        | Ford Cosworth DFV 3.0 V8          | G    | 44  | Tony Trimmer          | 10                      |
| Brian McGuire                                      | McGuire    | BM1         | Ford Cosworth DFV 3.0 V8          | G    | 45  | Brian McGuire         | 10                      |
| Meiritsu Racing Team                               | Tyrrell    | 007         | Ford Cosworth DFV 3.0 V8          | D    | 50  | Kunimitsu Takahashi   | 17                      |
| Kojima Engineering                                 | Kojima     | KE009       | Ford Cosworth DFV 3.0 V8          | B    | 51  | Noritake Takahara     | 17                      |
| Heros Racing Corporation                           | Kojima     | KE009       | Ford Cosworth DFV 3.0 V8          | B    | 52  | Kazuyoshi Hoshino     | 17                      |

- [2]

## Resultados
| Carrera                                     | Fecha            | Circuito             | Piloto ganador   | Constructor ganador | Resultados |
| ------------------------------------------- | ---------------- | -------------------- | ---------------- | ------------------- | ---------- |
| Gran Premio de Argentina                    | 9 de enero       | Buenos Aires         | Jody Scheckter   | Wolf-Ford           | Resultados |
| Gran Premio de Brasil                       | 23 de enero      | Interlagos           | Carlos Reutemann | Ferrari             | Resultados |
| Gran Premio de Sudáfrica                    | 5 de marzo       | Kyalami              | Niki Lauda       | Ferrari             | Resultados |
| Gran Premio del oeste de los Estados Unidos | 3 de abril       | Long Beach           | Mario Andretti   | Lotus-Ford          | Resultados |
| Gran Premio de España                       | 8 de mayo        | Jarama               | Mario Andretti   | Lotus-Ford          | Resultados |
| Gran Premio de Mónaco                       | 22 de mayo       | Mónaco               | Jody Scheckter   | Wolf-Ford           | Resultados |
| Gran Premio de Bélgica                      | 5 de junio       | Zolder               | Gunnar Nilsson   | Lotus-Ford          | Resultados |
| Gran Premio de Suecia                       | 19 de junio      | Scandinavian Raceway | Jacques Laffite  | Ligier-Matra        | Resultados |
| Gran Premio de Francia                      | 3 de julio       | Dijon-Prenois        | Mario Andretti   | Lotus-Ford          | Resultados |
| Gran Premio de Gran Bretaña                 | 16 de julio      | Silverstone          | James Hunt       | McLaren-Ford        | Resultados |
| Gran Premio de Alemania                     | 31 de julio      | Hockenheimring       | Niki Lauda       | Ferrari             | Resultados |
| Gran Premio de Austria                      | 14 de agosto     | Österreichring       | Alan Jones       | Shadow-Ford         | Resultados |
| Gran Premio de los Países Bajos             | 28 de agosto     | Zandvoort            | Niki Lauda       | Ferrari             | Resultados |
| Gran Premio de Italia                       | 11 de septiembre | Monza                | Mario Andretti   | Lotus-Ford          | Resultados |
| Gran Premio de los Estados Unidos           | 2 de octubre     | Watkins Glen         | James Hunt       | McLaren-Ford        | Resultados |
| Gran Premio de Canadá                       | 9 de octubre     | Mosport Park         | Jody Scheckter   | Wolf-Ford           | Resultados |
| Gran Premio de Japón                        | 23 de octubre    | Fuji Speedway        | James Hunt       | McLaren-Ford        | Resultados |

- [2][3]

## Clasificaciones

### Sistema de puntuación
- Puntuaban los seis primeros de cada carrera.
- Para la cuenta final del campeonato solamente se contaron los ocho mejores resultados de las nueve primeras carreras e igualmente los mejores siete de las ocho restantes.
- Para el campeonato de constructores, sumaba el mejor clasificado, aunque sea equipo privado.

| Posición | 1.º | 2.º | 3.º | 4.º | 5.º | 6.º |
| Puntos   | 9   | 6   | 4   | 3   | 2   | 1   |

### Campeonato de Pilotos
| Pos. | Piloto                | ARG | BRA | RSA | USW | ESP | MON | BEL | SWE | FRA | GBR  | GER  | AUT | NED | ITA | USA | CAN | JPN | Puntos |
| ---- | --------------------- | --- | --- | --- | --- | --- | --- | --- | --- | --- | ---- | ---- | --- | --- | --- | --- | --- | --- | ------ |
| 1    | Niki Lauda            | Ret | 3   | 1   | 2   | DNS | 2   | 2   | Ret | 5   | 2    | 1    | 2   | 1   | 2   | 4   |     |     | 72     |
| 2    | Jody Scheckter        | 1   | Ret | 2   | 3   | 3   | 1   | Ret | Ret | Ret | Ret  | 2    | Ret | 3   | Ret | 3   | 1   | 10  | 55     |
| 3    | Mario Andretti        | 5   | Ret | Ret | 1   | 1   | 5   | Ret | 6   | 1   | 14   | Ret  | Ret | Ret | 1   | 2   | 9   | Ret | 47     |
| 4    | Carlos Reutemann      | 3   | 1   | 8   | Ret | 2   | 3   | Ret | 3   | 6   | 15   | 4    | 4   | 6   | Ret | 6   | Ret | 2   | 42     |
| 5    | James Hunt            | Ret | 2   | 4   | 7   | Ret | Ret | 7   | 12  | 3   | 1    | Ret  | Ret | Ret | Ret | 1   | Ret | 1   | 40     |
| 6    | Jochen Mass           | Ret | Ret | 5   | Ret | 4   | 4   | Ret | 2   | 9   | 4    | Ret  | 6   | Ret | 4   | Ret | 3   | Ret | 25     |
| 7    | Alan Jones            |     |     |     | Ret | Ret | 6   | 5   | 17  | Ret | 7    | Ret  | 1   | Ret | 3   | Ret | 4   | 4   | 22     |
| 8    | Gunnar Nilsson        | DNS | 5   | 12  | 8   | 5   | Ret | 1   | 19  | 4   | 3    | Ret  | Ret | Ret | Ret | Ret | Ret | Ret | 20     |
| 9    | Patrick Depailler     | Ret | Ret | 3   | 4   | Ret | Ret | 8   | 4   | Ret | Ret  | Ret  | 13  | Ret | Ret | 14  | 2   | 3   | 20     |
| 10   | Jacques Laffite       | Ret | Ret | Ret | 9   | 7   | 7   | Ret | 1   | 8   | 6    | Ret  | Ret | 2   | 8   | 7   | Ret | 5   | 18     |
| 11   | Hans-Joachim Stuck    |     |     | Ret | Ret | 6   | Ret | 6   | 10  | Ret | 5    | 3    | 3   | 7   | Ret | Ret | Ret | 7   | 12     |
| 12   | Emerson Fittipaldi    | 4   | 4   | 10  | 5   | 14  | Ret | Ret | 18  | 11  | Ret  | DNQ  | 11  | 4   | DNQ | 13  | Ret |     | 11     |
| 13   | John Watson           | Ret | Ret | 6   | DSQ | Ret | Ret | Ret | 5   | 2   | Ret  | Ret  | 8   | Ret | Ret | 12  | Ret | Ret | 9      |
| 14   | Ronnie Peterson       | Ret | Ret | Ret | Ret | 8   | Ret | 3   | Ret | 12  | Ret  | 9    | 5   | Ret | 6   | 16  | Ret | Ret | 7      |
| 15   | Carlos Pace           | 2   | Ret | 13  |     |     |     |     |     |     |      |      |     |     |     |     |     |     | 6      |
| 16   | Vittorio Brambilla    | 7   | Ret | 7   | Ret | Ret | 8   | 4   | Ret | 13  | 8    | 5    | 15  | 12  | Ret | 19  | 6   | 8   | 6      |
| 17   | Clay Regazzoni        | 6   | Ret | 9   | Ret | Ret | DNQ | Ret | 7   | 7   | DNQ  | Ret  | Ret | Ret | 5   | 5   | Ret | Ret | 5      |
| 18   | Patrick Tambay        |     |     |     |     |     |     |     |     | DNQ | Ret  | 6    | Ret | 5   | Ret | DNQ | 5   | Ret | 5      |
| 19   | Jean-Pierre Jarier    |     |     |     | 6   | DNQ | 11  | 11  | 8   | Ret | 9    | Ret  | 14  | Ret | Ret | 9   |     | Ret | 1      |
| 20   | Riccardo Patrese      |     |     |     |     |     | 9   | Ret |     | Ret | Ret  | 10   |     | 13  | Ret |     | 10  | 6   | 1      |
| 21   | Renzo Zorzi           | Ret | 6   | Ret | Ret | Ret |     |     |     |     |      |      |     |     |     |     |     |     | 1      |
| NC   | Rupert Keegan         |     |     |     |     | Ret | 12  | Ret | 13  | 10  | Ret  | Ret  | 7   | Ret | 9   | 8   | Ret |     | 0      |
| NC   | Patrick Nève          |     |     |     |     | 12  |     | 10  | 15  | DNQ | 10   | DNQ  | 9   | DNQ | 7   | 18  | Ret |     | 0      |
| NC   | Vern Schuppan         |     |     |     |     |     |     |     |     |     | 12   | 7    | 16  | DNQ |     |     |     |     | 0      |
| NC   | Ingo Hoffmann         | Ret | 7   |     |     |     |     |     |     |     |      |      |     |     |     |     |     |     | 0      |
| NC   | Danny Ongais          |     |     |     |     |     |     |     |     |     |      |      |     |     |     | Ret | 7   |     | 0      |
| NC   | Alex Ribeiro          | Ret | Ret | Ret | Ret | DNQ | DNQ | DNQ | DNQ | DNQ | DNQ  | 8    | DNQ | 11  | DNQ | 15  | 8   | 12  | 0      |
| NC   | Hans Binder           | Ret | Ret | 11  | 11  | 9   | Ret |     |     |     |      |      | 12  | 8   | DNQ | 11  | Ret | Ret | 0      |
| NC   | Brett Lunger          |     |     | 14  | Ret | 10  |     | DNS | 11  | DNQ | 13   | Ret  | 10  | 9   | Ret | 10  | 11  |     | 0      |
| NC   | Harald Ertl           |     |     |     |     | Ret | DNQ | 9   | 16  | DNQ |      |      |     |     |     |     |     |     | 0      |
| NC   | Jackie Oliver         |     |     |     |     |     |     |     | 9   |     |      |      |     |     |     |     |     |     | 0      |
| NC   | Kunimitsu Takahashi   |     |     |     |     |     |     |     |     |     |      |      |     |     |     |     |     | 9   | 0      |
| NC   | Ian Scheckter         | Ret | Ret |     |     | 11  | DNQ | Ret | Ret | NC  | Ret  | Ret  | Ret | 10  | Ret | Ret | Ret |     | 0      |
| NC   | Brian Henton          |     |     |     | 10  | DNQ |     |     |     |     | DNQ  |      | DNQ | DSQ | DNQ |     |     |     | 0      |
| NC   | Jacky Ickx            |     |     |     |     |     | 10  |     |     |     |      |      |     |     |     |     |     |     | 0      |
| NC   | Gilles Villeneuve     |     |     |     |     |     |     |     |     |     | 11   |      |     |     |     |     | 12  | Ret | 0      |
| NC   | Kazuyoshi Hoshino     |     |     |     |     |     |     |     |     |     |      |      |     |     |     |     |     | 11  | 0      |
| NC   | Larry Perkins         |     | Ret | 15  |     |     |     | 12  | DNQ | DNQ |      |      |     |     |     |     |     |     | 0      |
| NC   | David Purley          |     |     |     |     | DNQ |     | 13  | 14  | Ret | DNPQ |      |     |     |     |     |     |     | 0      |
| NC   | Emilio de Villota     |     |     |     |     | 13  |     | DNQ | DNQ |     | DNQ  | DNQ  | 17  |     | DNQ |     |     |     | 0      |
| NC   | Arturo Merzario       |     |     |     |     | Ret | DNQ | 14  |     | Ret | Ret  | DNQ  | Ret | DNQ |     |     |     |     | 0      |
| NC   | Ian Ashley            |     |     |     |     |     |     |     |     |     |      |      | DNQ | DNQ | DNQ | 17  | DNS |     | 0      |
| NC   | Tom Pryce             | NC  | Ret | Ret |     |     |     |     |     |     |      |      |     |     |     |     |     |     | 0      |
| NC   | Boy Hayje             |     |     | Ret |     | DNQ | DNQ | NC  | DNQ |     |      |      |     | DNQ |     |     |     |     | 0      |
| NC   | Jean-Pierre Jabouille |     |     |     |     |     |     |     |     |     | Ret  |      |     | Ret | Ret | Ret | DNQ |     | 0      |
| NC   | Héctor Rebaque        |     |     |     |     |     |     | DNQ | DNQ | DNQ |      | Ret  | DNQ | DNQ |     |     |     |     | 0      |
| NC   | Hans Heyer            |     |     |     |     |     |     |     |     |     |      | DSQ* |     |     |     |     |     |     | 0      |
| NC   | Bruno Giacomelli      |     |     |     |     |     |     |     |     |     |      |      |     |     | Ret |     |     |     | 0      |
| NC   | Noritake Takahara     |     |     |     |     |     |     |     |     |     |      |      |     |     |     |     |     | Ret | 0      |
| NC   | Conny Andersson       |     |     |     |     | DNQ |     | DNQ | DNQ | DNQ |      |      |     |     |     |     |     |     | 0      |
| NC   | Teddy Pilette         |     |     |     |     |     |     |     |     |     |      | DNQ  |     | DNQ | DNQ |     |     |     | 0      |
| NC   | Mikko Kozarowitzky    |     |     |     |     |     |     |     | DNQ |     | DNPQ |      |     |     |     |     |     |     | 0      |
| NC   | Bernard de Dryver     |     |     |     |     |     |     | DNQ |     |     |      |      |     |     |     |     |     |     | 0      |
| NC   | Michael Bleekemolen   |     |     |     |     |     |     |     |     |     |      |      |     | DNQ |     |     |     |     | 0      |
| NC   | Lamberto Leoni        |     |     |     |     |     |     |     |     |     |      |      |     |     | DNQ |     |     |     | 0      |
| NC   | Loris Kessel          |     |     |     |     |     |     |     |     |     |      |      |     |     | DNQ |     |     |     | 0      |
| NC   | Giorgio Francia       |     |     |     |     |     |     |     |     |     |      |      |     |     | DNQ |     |     |     | 0      |
| NC   | Tony Trimmer          |     |     |     |     |     |     |     |     |     | DNPQ |      |     |     |     |     |     |     | 0      |
| NC   | Andy Sutcliffe        |     |     |     |     |     |     |     |     |     | DNPQ |      |     |     |     |     |     |     | 0      |
| NC   | Guy Edwards           |     |     |     |     |     |     |     |     |     | DNPQ |      |     |     |     |     |     |     | 0      |
| NC   | Brian McGuire         |     |     |     |     |     |     |     |     |     | DNPQ |      |     |     |     |     |     |     | 0      |
| Pos. | Piloto                | ARG | BRA | RSA | USW | ESP | MON | BEL | SWE | FRA | GBR  | GER  | AUT | NED | ITA | USA | CAN | JPN | Puntos |

| Color      | Resultado                          |
| ---------- | ---------------------------------- |
| Oro        | Ganador                            |
| Plata      | 2.º puesto                         |
| Bronce     | 3.er puesto                        |
| Verde      | Finalizó en los puntos             |
| Azul       | Finalizó sin puntos                |
| Azul       | NC - No clasificado                |
| Violeta    | Ret - No terminó                   |
| Rojo       | DNQ - No se clasificó              |
| Rojo       | DNPQ - No se preclasificó          |
| Negro      | DSQ - Descalificado                |
| Blanco     | DNS - No empezó                    |
| Blanco     | WD - Retirado                      |
| Blanco     | C - Carrera cancelada              |
| Azul claro | TD - Entrenamientos libres (2003-) |
| Sin color  | DNP - Inscrito, pero no participó  |
| Sin color  | INJ - Inscrito, pero lesionado     |
| Sin color  | EX - Excluido                      |

| Estado  | Resultado                                                                             |
| ------- | ------------------------------------------------------------------------------------- |
| Negrita | Pole position                                                                         |
| Cursiva | Vuelta rápida                                                                         |
| 1-8     | Posiciones puntuables de clasificación sprint (2021-)                                 |
| †       | No acabó el Gran Premio, pero fue clasificado ya que completó el porcentaje necesario |
| ‡       | Monoplaza compartido                                                                  |
| ~       | Se otorgó la mitad de puntos ya que no se cumplió con el 75% de la carrera            |
| ≠       | No obtuvo puntos ya que era piloto invitado                                           |
| F2      | Inscrito para carrera de Fórmula 2, no sumaba puntos                                  |

### Estadísticas del Campeonato de Pilotos
15 primeros
| Pos. | Piloto             | Escudería     | Grandes Premios | Victorias | Podios | Poles | Vueltas rápidas | Puntos |
| ---- | ------------------ | ------------- | --------------- | --------- | ------ | ----- | --------------- | ------ |
| 1    | Niki Lauda         | Ferrari       | 15 (14)         | 3         | 10     | 2     | 3               | 72     |
| 2    | Jody Scheckter     | Wolf          | 17              | 3         | 9      | 1     | 2               | 55     |
| 3    | Mario Andretti     | Lotus         | 17              | 4         | 5      | 7     | 4               | 47     |
| 4    | Carlos Reutemann   | Ferrari       | 17              | 1         | 6      |       |                 | 42     |
| 5    | James Hunt         | McLaren       | 17              | 3         | 5      | 6     | 3               | 40     |
| 6    | Jochen Mass        | McLaren       | 17              |           | 2      |       |                 | 25     |
| 7    | Alan Jones         | Shadow        | 14              | 1         | 2      |       |                 | 22     |
| 8    | Gunnar Nilsson     | Lotus         | 17 (16)         | 1         | 2      |       | 1               | 20     |
| 9    | Patrick Depailler  | Tyrrell       | 17              |           | 3      |       |                 | 20     |
| 10   | Jacques Laffite    | Ligier        | 17              | 1         | 2      |       | 1               | 18     |
| 11   | Hans-Joachim Stuck | March Brabham | 15              |           | 2      |       |                 | 12     |
| 12   | Emerson Fittipaldi | Fittipaldi    | 16              |           |        |       |                 | 11     |
| 13   | John Watson        | Brabham       | 17              |           | 1      | 1     | 2               | 9      |
| 14   | Ronnie Peterson    | Tyrrell       | 17              |           | 1      |       | 1               | 7      |
| 15   | Carlos Pace        | Brabham       | 3               |           | 1      |       |                 | 6      |

### Campeonato de Constructores
| Pos. | Constructor        | ARG | BRA | RSA | USW | ESP | MON | BEL | SWE | FRA | GBR  | GER | AUT | NED | ITA | USA | CAN | JPN | Puntos  |
| ---- | ------------------ | --- | --- | --- | --- | --- | --- | --- | --- | --- | ---- | --- | --- | --- | --- | --- | --- | --- | ------- |
| 1    | Ferrari            | 3   | 1   | 1   | 2   | 2   | 2   | 2   | 3   | 5   | 2    | 1   | 2   | 1   | 2   | 4   | 12  | 2   | 95 (97) |
| 2    | Lotus-Ford         | 5   | 5   | 12  | 1   | 1   | 5   | 1   | 6   | 1   | 3    | Ret | Ret | Ret | 1   | 2   | 9   | Ret | 62      |
| 3    | McLaren-Ford       | Ret | 2   | 4   | 7   | 4   | 4   | 7   | 2   | 3   | 1    | Ret | 6   | 9   | 4   | 1   | 3   | 1   | 60      |
| 4    | Wolf-Ford          | 1   | Ret | 2   | 3   | 3   | 1   | Ret | Ret | Ret | Ret  | 2   | Ret | 3   | Ret | 3   | 1   | 10  | 55      |
| 5    | Brabham-Alfa Romeo | 2   | Ret | 6   | Ret | 6   | Ret | 6   | 5   | 2   | 5    | 3   | 3   | 7   | Ret | 12  | Ret | 7   | 27      |
| 6    | Tyrrell-Ford       | Ret | Ret | 3   | 4   | 8   | Ret | 3   | 4   | 12  | Ret  | 9   | 5   | Ret | 6   | 14  | 2   | 3   | 27      |
| 7    | Shadow-Ford        | NC  | 6   | Ret | Ret | Ret | 6   | 5   | 9   | Ret | 7    | 10  | 1   | 13  | 3   | 9   | 4   | 4   | 23      |
| 8    | Ligier-Matra       | NC  | Ret | Ret | 9   | 7   | 7   | Ret | 1   | 8   | 6    | Ret | Ret | 2   | 8   | 7   | Ret | 5   | 18      |
| 9    | Fittipaldi-Ford    | 4   | 4   | 10  | 5   | 14  | Ret | Ret | 18  | 11  | Ret  | DNQ | 11  | 4   | DNQ | 13  | Ret |     | 11      |
| 10   | Ensign-Ford        | 6   | Ret | 9   | Ret | Ret | 10  | Ret | 7   | 7   | DNQ  | 6   | Ret | 5   | 5   | 5   | 5   | Ret | 10      |
| 11   | Surtees-Ford       | 7   | Ret | 7   | 11  | 9   | 8   | 4   | Ret | 13  | 8    | 5   | 15  | 12  | Ret | 11  | 6   | 8   | 6       |
| 12   | Penske-Ford        |     |     |     | 6   | DNQ | 11  | 11  | 8   | Ret | 9    | Ret | 12  | 8   | Ret | Ret | 7   |     | 1       |
| NC   | March-Ford         | Ret | Ret | 14  | 10  | 10  | DNQ | 10  | 15  | NC  | 10   | 8   | 9   | 10  | 7   | 15  | 8   | 12  | 0       |
| NC   | Hesketh-Ford       |     |     |     | WD  | Ret | 12  | 9   | 13  | 10  | Ret  | Ret | 7   | Ret | 9   | 8   | Ret |     | 0       |
| NC   | Kojima-Ford        |     |     |     |     |     |     |     |     |     |      |     |     |     |     |     |     | 11  | 0       |
| NC   | LEC-Ford           |     |     |     |     | DNQ | WD  | 13  | 14  | Ret | DNPQ |     |     |     |     |     |     |     | 0       |
| NC   | BRM                | WD  | Ret | 15  | WD  | DNQ |     | DNQ | DNQ | DNQ | DNPQ | DNQ | WD  | DNQ | DNQ |     |     |     | 0       |
| NC   | Renault            |     |     |     |     |     |     |     |     | WD  | Ret  | WD  | WD  | Ret | Ret | Ret | DNQ |     | 0       |
| NC   | Boro-Ford          |     |     |     |     |     |     |     |     |     |      |     |     | DSQ | DNQ |     |     |     | 0       |
| NC   | Apollon-Ford       |     |     |     |     |     |     | WD  |     | WD  |      |     | WD  | WD  | DNQ |     |     |     | 0       |
| NC   | McGuire-Ford       |     |     |     |     |     |     |     |     |     | DNPQ |     |     |     |     |     |     |     | 0       |
| Pos. | Constructor        | ARG | BRA | RSA | USW | ESP | MON | BEL | SWE | FRA | GBR  | GER | AUT | NED | ITA | USA | CAN | JPN | Puntos  |

| Color      | Resultado                          |
| ---------- | ---------------------------------- |
| Oro        | Ganador                            |
| Plata      | 2.º puesto                         |
| Bronce     | 3.er puesto                        |
| Verde      | Finalizó en los puntos             |
| Azul       | Finalizó sin puntos                |
| Azul       | NC - No clasificado                |
| Violeta    | Ret - No terminó                   |
| Rojo       | DNQ - No se clasificó              |
| Rojo       | DNPQ - No se preclasificó          |
| Negro      | DSQ - Descalificado                |
| Blanco     | DNS - No empezó                    |
| Blanco     | WD - Retirado                      |
| Blanco     | C - Carrera cancelada              |
| Azul claro | TD - Entrenamientos libres (2003-) |
| Sin color  | DNP - Inscrito, pero no participó  |
| Sin color  | INJ - Inscrito, pero lesionado     |
| Sin color  | EX - Excluido                      |

| Estado  | Resultado                                                                             |
| ------- | ------------------------------------------------------------------------------------- |
| Negrita | Pole position                                                                         |
| Cursiva | Vuelta rápida                                                                         |
| 1-8     | Posiciones puntuables de clasificación sprint (2021-)                                 |
| †       | No acabó el Gran Premio, pero fue clasificado ya que completó el porcentaje necesario |
| ‡       | Monoplaza compartido                                                                  |
| ~       | Se otorgó la mitad de puntos ya que no se cumplió con el 75% de la carrera            |
| ≠       | No obtuvo puntos ya que era piloto invitado                                           |
| F2      | Inscrito para carrera de Fórmula 2, no sumaba puntos                                  |

### Estadísticas del Campeonato de Constructores
| Pos. | Constructor        | Puntos  | Victorias | Podios | Poles |
| ---- | ------------------ | ------- | --------- | ------ | ----- |
| 1    | Ferrari            | 95 (97) | 4         | 16     | 2     |
| 2    | Lotus-Ford         | 62      | 5         | 7      | 7     |
| 3    | McLaren-Ford       | 60      | 3         | 7      | 6     |
| 4    | Wolf-Ford          | 55      | 3         | 9      | 1     |
| 5    | Brabham-Alfa Romeo | 27      |           | 4      | 1     |
| 6    | Tyrrell-Ford       | 27      |           | 4      |       |
| 7    | Shadow-Ford        | 23      | 1         | 2      |       |
| 8    | Ligier-Matra       | 18      | 1         | 2      |       |
| 9    | Fittipaldi-Ford    | 11      |           |        |       |
| 10   | Ensign-Ford        | 10      |           |        |       |
| 11   | Surtees-Ford       | 6       |           |        |       |
| 12   | Penske-Ford        | 1       |           |        |       |
| NC   | March-Ford         |         |           |        |       |
| NC   | Hesketh-Ford       |         |           |        |       |
| NC   | Kojima-Ford        |         |           |        |       |
| NC   | LEC-Ford           |         |           |        |       |
| NC   | BRM                |         |           |        |       |
| NC   | Renault            |         |           |        |       |
| NC   | Boro-Ford          |         |           |        |       |
| NC   | Apollon-Ford       |         |           |        |       |
| NC   | McGuire-Ford       |         |           |        |       |

## Carreras fuera del campeonato
En 1977 también se celebró una carrera de Fórmula 1 no puntuable para el campeonato mundial.
| Carrera              | Circuito     | Fecha       | Piloto ganador | Constructor ganador | Resultados |
| -------------------- | ------------ | ----------- | -------------- | ------------------- | ---------- |
| Carrera de Campeones | Brands Hatch | 20 de marzo | James Hunt     | McLaren-Ford        | Resultados |